# ウラン君のおしゃれキャッツ
『ウラン君のおしゃれキャッツ』（ウランくんのおしゃれキャッツ）は、2010年（平成22年）10月1日から、2011年（平成23年）3月11日までjcn系とj-comで半年間の間、再放送分も含め毎日放送されていたファミリー向けＴＶ番組である。

## 内容
シャンソン歌手で知られる内條雲嵐と、漫画家の腹肉ツヤ子が街に繰り出す内容であった。

## キャスト
- ウラン君：内條雲嵐

堅いイメージのある内條雲嵐にコスプレのような衣装を着せて毎回出演させていた。
- ツヤ子先生：腹肉ツヤ子

本職と同様番組内でも漫画家と言う設定。 

## 放送時間
- JCN（グループ）

月曜　21時 
火曜　12:30
水曜　20時 
木曜　11:30 
金曜　19時 
土曜　23時 
日曜　12:30 
- J:COM（グループ）

月曜　14:10 

## 最終回
- 2011年3月11日に発生した東日本大震災により震災関連のニュースや安否情報を優先するため、各報道機関が特別態勢をとるため番組の放送をいったん休止していた。視聴者からの評判が良く3クール目の番組延長も企画されたが特別態勢のまま春の番組改編時期も過ぎたため、番組が休止のままの形で終了した。 局宛てには、視聴者からウラン君宛てに手紙や似顔絵が届くなどし番組終了を惜しむ声などが多数寄せられた。
- 企画制作：jcn